# Georges Bousquié
Pour les articles homonymes, voir Bousquié.
Georges Bousquié, né le 22 octobre 1907 à Paris et mort le 1er mars 1966, est un enseignant et historien français.

## Biographie
Georges Bousquié naît le 22 octobre 1907 à Paris.
Il fréquente les lycées parisiens Voltaire, puis Louis-le-Grand, puis fait des études dans de lettres classiques à La Sorbonne soutenant une thèse sur le roi René d’Anjou. Bousquié est d’abord professeur au lycée de Versailles puis bibliothécaire à la Bibliothèque nationale. Il rejoint ensuite l’enseignement privé, au sein du des lycées Albert-de-Mun de Nogent-sur-Marne, Saint François d’Assise, Charles-de-Foucauld et enfin l’Institution Jeanne d’Arc à Saint-Maur-des-Fossés.
Georges Bousquié était marié et résidait avenue Courtin à Joinville-le-Pont (Val-de-Marne) dans le quartier de Polangis. Il est mort le 1er mars 1966, à l’âge de 58 ans.

## Psychologue et pédagogue
Pareillement à son activité d’enseignement, Bousquié rédige des livres à contenu pratique, destiné aux élèves mais également à la vie en entreprise. 
Il commente l’œuvre de Pierre Corneille, Cinna (« Expliquez-moi... Corneille à travers Cinna », deux tomes, 1960). « Le Sujet général de français par l'exemple », paru en 1966 est réédité en 1969.
Après avoir proposé « Une technique efficace, la Persuasion » (1958), il rédige deux guides « Comment rédiger vos rapports » (1957) et « Comment organiser son travail » (1965). Ces deux derniers ouvrages font l’objet de plusieurs rééditions et sont traduits en espagnol et en portugais..

## Historien
Georges Bousquié est vice-président puis à partir d’octobre 1964, président de l’association du Vieux Saint Maur, qui édite la revue éponyme. Il avait fourni plusieurs dizaines d’articles à la revue Le Vieux Saint-Maur, dont trente se référaient à une « Histoire de Joinville-le-Pont », publiée entre 1946 et 1965.
Deux ouvrages historiques ont fait l’objet d’une édition séparée, reprenant en les complétant certains articles de la revue : « Histoire de l'ancien pont de Saint-Maur » (1955) , rééditée sous le titre « Le pont de Joinville à travers les âges » (1957) et « Voici Joinville » (2e édition 1964) .
Les travaux historiques de Bousquié lui avaient valu de recevoir en décembre 1959 la médaille d'argent du département de la Seine.

## Publications
- Histoire de l'ancien pont de Saint-Maur, Fédération des sociétés historiques et archéologiques de Paris et de l’Île de France, Mémoires, Tome 4 (1952), Paris, 1955
- Comment rédiger vos rapports, Entreprise moderne d'édition, Paris, 1957, traductions en espagnol, portugais
- Une technique efficace, la Persuasion, Éditions de l'Entreprise moderne, 1958
- Expliquez-moi... Corneille à travers Cinna par Georges Bousquié. Tome 1er, La technique ; Tome 2 : Son message, Éditions Foucher, 1960
- Voici Joinville, Bleu éditions, Vincennes, 2e édition 1964
- Le Sujet général de français par l'exemple, Classiques Roudil, 1966, 1969
- Comment organiser son travail, Entreprise moderne d'édition, Paris, 1965, traductions en espagnol, portugais
- A nos amis Joinvillais, préface par Georges Defert (1958)

## Sources
- Le Vieux Saint-Maur, n° 40, 1960 et n° 46, 1966